# 円谷文彦
円谷 文彦（つぶらや ふみひこ、1942年3月31日 - 2005年2月8日）は、日本の男性俳優、声優。劇団青年座に所属していた。東京都出身。身長163 cm。体重57 kg。血液型はB型。

## 来歴・人物
麻布高等学校、日本大学芸術学部演劇学科卒業。

## 出演作品

### テレビドラマ
- 快獣ブースカ（TBS / 円谷プロ）
  - 第7話「スパイをやっつけろ!」（1966年）- ホテルボーイ
  - 第18話「こちらブースカ! 110番」（1967年）- カメラマン
- おばはん刑事!流石姫子
- NHK大河ドラマ
  - 竜馬がゆく（1968年）
  - 国盗り物語（1973年）
  - 勝海舟（1974年）
  - 風と雲と虹と（1976年）
  - 峠の群像（1982年）- 町人
- 大江戸捜査網 第199話「傷だらけの復讐」（1975年、12ch / 三船プロ）
- NHK連続テレビ小説第23作 マー姉ちゃん（1979年4月2日 - 9月29日）第25回 - 画学生
- 外科医 城戸修平 第11話「涙の17歳」（1983年、TBS）
- 銭形平次 第20話「子供の目」（1987年、日本テレビ / ユニオン映画）
- 警部補 佃次郎
- 牟田刑事官事件ファイル
- レッツゴー!永田町
- ありがとう
- 池中玄太80キロ
- 勝手に!カミタマン 第35話「突撃じいさん 涙の恋」（1985年）
- 白線流し
- はぐれ刑事純情派
- 電光超人グリッドマン 第24話「恋! バイオフラワー」（1993年、TBS / 円谷プロ）- 研究員
- 指名手配（2000年、日本テレビ / オセロット）- 刑事
- 浅草美女の湯殺人事件（2005年）

### 映画
- まあだだよ

### 舞台
- 見よ、飛行機の高く飛べるを

### 吹き替え

#### 映画
- アイ,ロボット ※ソフト版
- アウト・フォー・ジャスティス（ロニー・ドンジガー刑事〈ジェリー・オーバック〉）※ソフト版
- SF謎の宇宙船遭遇（ポール・バニスター〈スティーヴン・キーツ〉、ジョージ・ターナー）
- エントラップメント（リー・クアン・ホン）※ソフト版
- オレはギャング ガーディニア（コロンボ）
- キャノンボール3 新しき挑戦者たち（ネルソン・ヴァン・スローン）※TBS版
- 恐竜島の秘密（カレフィノツ）
- 虚栄のかがり火（エイブラムス・ワイス地方検事〈F・マーリー・エイブラハム〉）
- キングサイズ（クウィンテック〈ヤン・マチュルスキ〉）
- クリスマス・キャロル
- グリンチ ※NHK版
- ゴーストバスターズ2（巡査部長）※テレビ朝日版
- サドン・デス（副大統領〈レイモンド・J・バリー〉）※ソフト版
- サンダーハート（ウィリアム・ドーズ〈フレッド・トンプソン〉）
- JFK（ジャック・ルビー〈ブライアン・ドイル＝マーレイ〉）※ソフト版
- 死の標的（ティト・バルコ、ジミー・フィンガーズ）※ソフト版
- ジム・キャリーのエースにおまかせ!（バートン・クイン〈ボブ・ガントン〉）
- ジャッカル（ウールバートン）※日本テレビ版
- ジャッキー・チェンの醒拳（ナン〈ジェームス・ティエン〉）※日本テレビ版
- ジョーズ（レニー・ヘンドリックス）※日本テレビ版
- ジョーズ2（ジェフ・ヘンドリックス）※日本テレビ版
- 推定無罪（熊谷〈サブ・シモノ〉）※テレビ朝日版
- スカーフェイス（ヘクトル、アリエル・ブライヤー）※ソフト版
- 精神分析医J（ルネ・ハーリンジャー〈ジョン・リスゴー〉）
- ゼイリブ
- ターミネーター2（ウェザビー刑事、ブライアント）※フジテレビ版
- タキシード（チャーマーズ〈ボブ・バラバン〉）
- タッカー ※日本テレビ版（4Kレストア版DVD、BDに収録）
- 月のひつじ
- デアデビル（ベン・ユーリック〈ジョー・パントリアーノ〉）※ソフト版
- ディスクロージャー ※ソフト版
- ネバー・セイ・ダイ（バウム〈ドナルド・サンプター〉）
- ノーバディーズ・フール（ラルフ）※ソフト版
- パーフェクト・ワールド（トム・アドラー）※テレビ東京版
- バットマン リターンズ（ジェームズ・ゴードン警視総監〈パット・ヒングル〉）※ソフト版
- 800万の死にざま
- バッファロー・ガールズ/カラミティ・ジェーンの半生（ジム・ラッグ〈トレイシー・ウォルター〉）※NHK版
- パリ警視J（ロジャンスキー警部〈ピエール・ヴェルニエ〉、ドミニク、中国人）
- ヒーロー/靴をなくした天使（ウィンストン〈モーリー・チェイキン〉）※ソフト版
- 美容師と野獣（レオニド・クライスト〈パトリック・マラハイド〉）
- ブルート（シンカイ〈ピート・ポスルスウェイト〉）
- ブロークン・アロー（ベアード〈カートウッド・スミス〉）※テレビ朝日版
- ボディガード ※ソフト版
- ボディ・ダブル
- ムーランルージュ
- 山猫は眠らない（ワイネス大佐）※テレビ東京版
- ランボー ※日本テレビ旧録版
- 猟奇的な彼女

#### ドラマ
- 宮廷女官チャングムの誓い（ユン・マッケ）
- シャーロック・ホームズの冒険 瀕死の探偵（ステープルズ）
- 第一容疑者8 姿なき犯人（シムス巡査部長〈ロバート・パフ〉）
- 冬のソナタ
- ミス・マープル（スラック警部）
  - 牧師館の殺人
  - 魔術の殺人（クリスチャン・ガルブランドセン）
  - 鏡は横にひび割れて
- 冷血（ハーバート・クラッター〈ケヴィン・タイ〉）

#### アニメ
- タンタンの冒険
- リロ・アンド・スティッチ

### テレビアニメ
- ロビンフッドの大冒険（1990年）- ヘンリー卿
- 無責任艦長タイラー（1993年）- ドナン
- シンデレラ物語（1996年）- ホワイエ公爵
- 名探偵コナン（1996年）- 旅館の主人
- 今、そこにいる僕（1999年）- 隊長
- ワイルドアームズ トワイライトヴェノム（1999年）- セルジオ

### OVA
- 銀河英雄伝説（1991年）- ラートブルフ男爵

### ドラマCD
- Weiß kreuz Dramatic Precious Final STAGE DREAMLESS LIFE（1999年）- 首相候補